# Sarcoglottis itararensis
Sarcoglottis itararensis là một loài thực vật có hoa trong họ Lan. Loài này được (Kraenzl.) Hoehne miêu tả khoa học đầu tiên năm 1945.